# Дежа векю
Дежа́ векю́ (фр. déjà vécu — «уже́ пережитое»; синоним: дежа́ епруве́ — déjà éprouvé — «уже испытанное») — психическое состояние, при котором происходит «узнавание» возникающих впервые переживаний — псевдоамнезия.
Некоторые исследователи относят дежа векю к нарушениям самоосознавания (с мнимым ощущением узнавания переживаемого впервые).
Дежа векю встречается при эпилепсии, шизофрении и других психических расстройствах.